# Mimefaret
Koordinaten: 72° 0′ S, 2° 35′ O
Mimefaret (norwegisch) ist ein ausgetrocknetes Flussbett im ostantarktischen Königin-Maud-Land. Es liegt am Berghang Mimelia in der Gjelsvikfjella.
Wissenschaftler des Norwegischen Polarinstituts benannten es 2011. Namensgeber ist der Riese Mimir aus der nordischen Mythologie.